# Aleksej Tichonov
Aleksej Vladimirovitsj Tichonov (Russisch: Алексей Владимирович Тихонов) (Samara, 1 november 1971) is een Russische kunstschaatser. Hij nam tweemaal deel aan de Olympische Spelen, maar won hierbij geen medailles.
Tichonov is actief in het kunstschaatsen en zijn vaste schaatspartner is Maria Petrova. Samen worden zij gecoacht door Ludmilla Velikova. In het verleden schaatste hij onder andere met Irina Saifutdinova (met wie hij de bronzen medaille op het WK voor junioren in 1989 veroverde) en Yukiko Kawasaki.
Petrova en Tikhonov schaatsen samen sinds 1998.
| records             | punten | datum      | toernooi           |
| ------------------- | ------ | ---------- | ------------------ |
| Hoogste totaalscore | 188.21 | 16-03-2005 | WK 2005            |
| Hoogste korte kür   | 67.42  | 17-12-2004 | ISU GP Finale 2005 |
| Hoogste lange kür   | 122.62 | 04-11-2004 | Cup of China 2005  |

## Belangrijke resultaten
(1989 met Irina Saifutdinova, 1994 met Yukiko Kawasaki (voor Japan uitkomend), 1999-2007 met Maria Petrova)
| Kampioenschap           | 1989 | 1994 | 1999   | 2000   | 2001   | 2002  | 2003   | 2004   | 2005   | 2006  | 2007   |
| ----------------------- | ---- | ---- | ------ | ------ | ------ | ----- | ------ | ------ | ------ | ----- | ------ |
| Olympische Spelen       |      |      |        |        |        | 6e    |        |        |        | 5e    |        |
| Wereldkampioenschap     |      | 15e  | 4e     | Goud   | 4e     | 4e    | Brons  | 4e     | Zilver | Brons | tzt    |
| Europees Kampioenschap  |      |      | Goud   | Goud   | 4e     | Brons | Brons  | Zilver | Brons  | Brons | Zilver |
| Nationaal Kampioenschap |      |      | Zilver | Zilver | Zilver | Brons | Zilver | Zilver | Zilver | Goud  |        |
| WK junioren             | *    |      |        |        |        |       |        |        |        |       |        |